# Coco (parfum)
Ne doit pas être confondu avec Coco Mademoiselle.
Coco est un parfum de l'entreprise Chanel, créé en 1984 par le parfumeur Jacques Polge. Son nom rend hommage à Gabrielle Chanel, fondatrice de la marque, surnommée Coco et morte en 1971. Il est tour à tour représenté successivement par les françaises Inès de la Fressange, Vanessa Paradis et enfin la canadienne Shalom Harlow. 

## Création
Le parfum Coco est créé en 1984 par Jacques Polge, le « nez » de la maison de parfums Chanel. Son nom fait référence à la fondatrice de la marque, Gabrielle Chanel surnommée Coco par les soldats à Moulins.

## Campagnes publicitaires

### Publicités avec Inès de la Fressange
La première campagne presse de Coco est lancée en 1984 à l’initiative de Jacques Helleu, directeur artistique des parfums de Chanel. Elle met en scène le mannequin vedette : Inès de la Fressange. La publicité pour la télévision s'intitule Sexy girl et est réalisée par Paolo Roversi. Une nouvelle campagne est lancée en 1986 par L'Opéra, un film publicitaire réalisé par Richard Avedon. Puis, en 1988, Inès de la Fressange est l'héroïne du film tourné par Tony Scott, Un petit oui pour un grand nom. Mais à la suite d'une brouille avec Karl Lagerfeld, alors directeur artistique de la branche haute-couture, elle quitte Chanel au début des années 1990. 

### Publicités avec Vanessa Paradis
C’est dans la plus grande discrétion que la direction de Chanel décide, à la rentrée de 1990, d’embaucher Vanessa Paradis pour représenter la marque. Il faut dire que l’artiste est au sommet de sa popularité avec le triomphe du film Noce blanche fin 1989 et le succès de son album Variations sur le même t'aime avec Serge Gainsbourg. De plus, elle est l’une des rares françaises connue aux quatre coins du monde, de l’Europe à l’Asie. 
Jacques Helleu pense alors à Jean-Paul Goude pour réaliser le film publicitaire. Le travail qu’il avait fait pour le parfum Égoïste l’année précédente avait fait exploser les ventes. Le réalisateur est conquis par le choix de Vanessa.
Les deux hommes veulent avant tout qu'elle reste elle-même, avec son image de star et non un mannequin vampirisé par la marque,.
Le tournage du film débute le 15 décembre 1990. Jusque-là, un seul quotidien s’est aventuré à faire état de la rumeur, La Tribune de l’Expansion du vendredi 2 novembre 1990 : « Vanessa Paradis : futur mannequin vedette de Chanel ? ». Pour encore plus de confidentialité, le projet prend pour nom de code Zoé. Le quotidien Le Figaro confirme l’information dans son édition du 11 avril : « Vanessa Paradis tourne pour Chanel ». Puis Elle et Madame Figaro mettent Vanessa en couverture et publient chacun une interview. La communication sur la diffusion du spot télé commence en France, en octobre 1991.
Pour le marché américain en 1992, un nouveau visuel est créé : Vanessa debout sur un piédestal, renverse une grosse bouteille du parfum. Cette photo sera utilisée en Europe pour une nouvelle campagne presse à partir de 1993. Les parutions s’arrêtent à la fin de 1994, alors que Vanessa Paradis redevient actrice pour le film Élisa. Des images de la séance photo ont également été diffusées dans le documentaire Vanessa, l'album diffusé sur Canal+ en mars 1993.

### Publicités avec Shalom Harlow
Vanessa Paradis, qui refait du cinéma en 1995, ne correspondant plus guère à cette époque aux attentes de la marque. Il est décidé de changer la personnification de Coco avec le mannequin canadien Shalom Harlow. Une campagne de presse paraît dans les magazines féminins à partir de 1997. C'est la dernière campagne pour ce parfum.